# 6641 Бобросс
6641 Бобросс (6641 Bobross) — астероїд головного поясу, відкритий 29 липня 1990 року.
Тіссеранів параметр щодо Юпітера — 3,302.